# Simi Valley
Simi Valley è un centro abitato (City) degli Stati Uniti d'America, situato nella contea di Ventura dello Stato della California. Nel censimento del 2000 la popolazione era di 126 035 abitanti.
Vi si trova la Ronald Reagan Presidential Library.

## Geografia fisica
Secondo i rilevamenti dell'United States Census Bureau, Simi Valley si estende su una superficie di 102,2 km².